# Wout Alleman
Wout Alleman (7 de febrero de 1996) es un deportista belga que compite en ciclismo de montaña en la disciplina de campo a través. Ganó una medalla de oro en el Campeonato Europeo de Ciclismo de Montaña en Maratón de 2023.

## Medallero internacional
| Campeonato Europeo | Campeonato Europeo | Campeonato Europeo | Campeonato Europeo |
| Año                | Lugar              | Medalla            | Competición        |
| ------------------ | ------------------ | ------------------ | ------------------ |
| 2023               | Laissac (Francia)  | Medalla de oro     | Campo a través     |